# Kimberley Davies
Kimberley Davies (Ballarat, Victoria; 20 de febrero de 1973) es una actriz australiana, más conocida por haber interpretado a Annalise Hartman en la serie Neighbours.

## Biografía
Es de ascendencia escocesa.
Kimberley es muy buena amiga de la actriz y cantante Natalie Imbruglia.
En 1997 se casó con el exmodelo convertido en doctor Jason Harvey, la pareja le dio la bienvenida a su primera hija Isabella Harvey en 2002, su segundo hijo Joshua Harvey nació en diciembre de 2004. La pareja se separó brevemente en 2005 luego de que Kimberley descubriera que Jason la había engañado por casi cinco años con su compañera de trabajo la radióloga Alya Sheikh. Kimberley lo perdonó y pronto regresaron.
Más tarde la pareja le dio la bienvenida a su tercer hijo Ashton Harvey en 2009.

## Carrera
Kimberley ha aparecido en comerciales para Macleans Toothpaste, Arnott's Tim Tams y Closer Down Under.
El 15 de enero de 1993 se unió al elenco principal de la popular serie australiana Neighbours donde interpretó a Annalise Hartman-Kratz hasta el 31 de enero de 1996 luego de que su personaje decidiera mudarse de Erinsborough. Después de nueve años Kimberley interpretó nuevamente a Annalise en julio de 2005 luego de que su personaje apareciera en Erinsboorugh para hacer un documental acerca de los residentes de la calle Ramsay.
En 1997 se unió al elenco principal de la serie norteamericana Pacific Palisades donde interpretó a la agente de bienes raíces Laura Sinclair, sin embargo la serie fue cancelada después de la primera temporada.
En 2000 obtuvo un pequeño papel en la película The Next Best Thing protagonizada por Madonna, Rupert Everett y Benjamin Bratt donde interpretó a una anfitriona.
En 2002 prestó su voz para el videojuego 007: Nightfire donde interpretó a Alura McCall, una agente del gobierno australiano que rescata a James Bond para que la ayude a detener al villano Raphael Drake quien intenta destruir el mundo con misiles nucleares. Ese mismo año apareció en el tráiler Tropfest de Australia junto a los actores Joel Edgerton y Damian Walshe-Howling, el video fue dirigido por Patrick Hughes.
En 2004 apareció como invitada en la exitosa y popular serie norteamericana Friends donde dio vida a Adrienne Turner.
En mayo de 2005 concursó en el programa australiano "Celebrity Circus", en noviembre del mismo año apareció en la quinta temporada del programa británico " I'm a Celebrity... Get Me Out of Here!" pero lo dejó luego de que se lastimara el hombro durante una de las competencias.
En 2007 se convirtió en una de las concursantes de la sexta temporada de la versión australiana del programa "Dancing with the Stars", su pareja fue el bailarín profesional Paul Zaidman sin embargo fueron eliminados en la segunda semana.
En 2012 apareció como invitada en la serie Lowdown donde interpretó a Imogen McMahon.

## Filmografía
Series de televisión
| Año               | Título                | Personaje        | Notas                                       |
| ----------------- | --------------------- | ---------------- | ------------------------------------------- |
| 2012              | Lowdown               | Imogen McMahon   | episodio "The Naked Chef"                   |
| 2011              | SLiDE                 | Grace            | episodio # 1.2                              |
| 2010              | Sleuth 101            | Rachel Timms     | episodio "Late and Live"                    |
| 2006              | Thank God You're Here | Elenco Adicional | episodio # 2.7                              |
| 1993 - 1996, 2005 | Neighbours            | Annalise Hartman | 165 episodios                               |
| 2004              | Friends               | Adrienne Turner  | episodio "The One Where the Stripper Cries" |
| 2001              | The Invisible Man     | Elaine Lowe      | episodio "A Sense of Community"             |
| 2000              | Spin City             | Inga             | episodio "Hello Charlie"                    |
| 2000              | Profiler              | Jennifer Hutton  | episodio "Tsuris"                           |
| 1999 - 2000       | Early Edition         | Amber Lamonte    | 2 episodios                                 |
| 2000              | Ally McBeal           | Angela Prune     | episodio "Boy Next Door"                    |
| 1999              | Silk Stalkings        | Rhonna Sendahl   | episodio "Killer App"                       |
| 1998              | Viper                 | Trudy            | episodio "The Return"                       |
| 1998              | It's True             | Maya             | episodio "The Rats of Rumfordton"           |
| 1997              | Pacific Palisades     | Laura Sinclair   | 13 episodios                                |
| 1996              | Twisted Tales         | Betty            | episodio "Directly from My Heart to You"    |

Películas
| Año  | Título                   | Personaje       | Notas |
| ---- | ------------------------ | --------------- | --- |
| 2007 | Balkanski sindrom        | Anna            | junto a Robin Alicehajic, Ejla Bavcic, Dragan Bjelogrlic & Danijela Bugarin                                               |
| 2005 | Death to the Supermodels | Darbie          | junto a Jaime Pressly, Brooke Burns, Marcelle Larice & Sung Hi Lee                                                        |
| 2002 | Seconds to Spare         | Rhonda Newcombe | junto a Antonio Sabato Jr., Kate Beahan, Ehlers, Christopher Morris, Sam Atwell & Damien Garvey                           |
| 2002 | The Month of August      | Kelly           | junto a Mackenzie Astin, Ali Hillis, Randall Batinkoff & Candy Clark                                                      |
| 2001 | Feather Pimento          | Mrs. Zilinski   | corto - junto a Brad Rowe, Emanuel Gironi, Jennifer Gareis & Laura Harring                                                |
| 2001 | Made                     | Camarera        | junto a Jon Favreau, Vince Vaughn, Famke Janssen & Makenzie Vega                                                          |
| 2001 | South Pacific            | Luann           | junto a Glenn Close, Harry Connick Jr., Rade Serbedzija, Natalie Mendoza, Steve Bastoni & Salvatore Coco                  |
| 2001 | The Shrink Is In         | Isabelle        | junto a Courteney Cox, David Arquette, David James Elliott, Carol Kane, Viola Davis & Jon Polito                          |
| 2000 | The Magicians            | Regina          | junto a Charlie O'Connell, Peter Firth, Sam Healy, Marin Mimica & Nicholas Bell                                           |
| 2000 | The Next Best Thing      | Anfitriona      | junto a Rupert Everett, Benjamin Bratt, Illeana Douglas, Michael Vartan, Lynn Redgrave, Neil Patrick Harris & Mark Valley |
| 2000 | Psycho Beach Party       | Bettina Barnes  | junto a Lauren Ambrose, Thomas Gibson, Nicholas Brendon, Nick Cornish, Amy Adams & Kathleen Robertson                     |
| 1999 | Close Contact            | Cheryl McManus  | junto a Amanda Douge, Grant Bowler, Brett Climo & Abbie Cornish                                                           |
| 1999 | Storm Catcher            | Agente Lock     | junto a Dolph Lundgren, Mystro Clark, Robert Miano & Robert Glen Keith                                                    |
| 1997 | True Love and Chaos      | Ariel           | junto a Naveen Andrews, Noah Taylor, Miranda Otto, Ben Mendelsohn, Hugo Weaving & Geneviève Picot                         |

Videojuegos
| Año  | Título         | Personaje    | Notas                           |
| ---- | -------------- | ------------ | ------------------------------- |
| 2002 | 007: Nightfire | Alura McCall | prestó su voz para el personaje |

Apariciones
| Año         | Programa                             | Notas                             |
| ----------- | ------------------------------------ | --------------------------------- |
| 2008        | Comedy Slapdown                      | episodio # 1.8 - artista invitada |
| 2007        | Dancing with the Stars               | concursante                       |
| 2005        | I'm a Celebrity, Get Me Out of Here! | concursante                       |
| 2005        | Celebrity Circus                     | concursante                       |
| 1995 - 1996 | Just Kidding!                        | presentadora                      |

## Premios y nominaciones
| Año  | Categoría               | Premio      | Serie      | Resultado |
| ---- | ----------------------- | ----------- | ---------- | --------- |
| 1994 | Most Popular New Talent | Logie Award | Neighbours | Nominada  |